# Ejido Cuauhtémoc
Ejido Cuauhtémoc är en ort i Mexiko.   Den ligger i kommunen Chihuahua och delstaten Chihuahua, i den nordvästra delen av landet, 1 300 km nordväst om huvudstaden Mexico City. Ejido Cuauhtémoc ligger 1 666 meter över havet och antalet invånare är 131.
Terrängen runt Ejido Cuauhtémoc är kuperad västerut, men österut är den platt. Terrängen runt Ejido Cuauhtémoc sluttar österut. Runt Ejido Cuauhtémoc är det ganska tätbefolkat, med 93 invånare per kvadratkilometer. Närmaste större samhälle är San Isidro, 10,3 km öster om Ejido Cuauhtémoc. Omgivningarna runt Ejido Cuauhtémoc är i huvudsak ett öppet busklandskap.